# Odogbolu
Odogbolu è una città della Repubblica Federale della Nigeria appartenente allo stato di Ogun. 
È il capoluogo dell'omonima area a governo locale (local government area) che si estende su una superficie di 541 km² e conta una popolazione di 127.123 abitanti.